# چاووش ۱۲
چاووش ۱۲، دوازدهمین و آخرین مجموعهٔ موسیقی از ۱۲ آلبوم چاووش است.
این مجموعه شامل دو نوازی سنتور و تمبک می‌باشد.

## شرح

### هنرمندان
- سنتور: پرویز مشکاتیان
- تمبک: ناصر فرهنگ‌فر

### دستگاه
- روی الف: سه‌گاه
- روی ب: بیات ترک و دشتی

## منبع
- جلد اثر